# (30536) Erondón
(30536) Erondón es un asteroide perteneciente al cinturón de asteroides, descubierto el 17 de julio del 2001 por LONEOS en la estación Anderson Mesa del Observatorio Lowell en Arizona, Estados Unidos. 

## Designación y nombre
Designado provisionalmente como 2001 OJ7. Fue nombrado Erondón en homenaje al astrofísico Venezolano Eduardo Rondón, quien trabaja como investigador en el Observatorio Nacional en Río de Janeiro, Brasil. Eduardo Rondón es especialista en Ciencias Planetárias, con énfasis en estudios teóricos y observacionales de pequeños cuerpos del sistema solar.